# Флаг Ангильи
Флаг Ангильи — флаг заморской территории Великобритании Ангилья.
Национальный флаг Ангильи представляет собой синий (английский) кормовой флаг с гербом Ангильи в вольной части. Белый цвет на заднем плане означает мир, а голубой — море, а также веру, молодость, три дельфина — выносливость, единство и силу.
Флаг является третьим флагом Ангильи, считая флаг губернатора. Первым был красный флаг с желтым названием острова и двумя русалками внутри синего овала. Варианты этого флага широко использовались, некоторые заменяли красный на фиолетовый. Этот флаг многим не нравился, и вскоре был заменен флагом с тремя дельфинами, который до сих пор распространен по всему острову. Этот флаг представлял собой знамя герба, изображенного на текущем Синем прапорщике, и был белого цвета с широкой синей полосой поперек основания флага, над которой были три стилизованных золотых дельфина.

Синий флаг Ангильи был принят в 1990 году. Он используется на суше; он также используется в море судами, эксплуатируемыми правительством Ангильи. Гражданский флаг Ангильи — это флаг, который носят на гражданских судах, зарегистрированных в Ангилье, — это ничем не примечательный Красный флаг, обычно используемый в качестве гражданского флага по всей Британской империи. Ангилья еще не приняла оригинальную версию красного флага. На берегу флаг дельфина обычно используется в качестве универсального гражданского флага вместо синего флага или в дополнение к нему. Юнион Джек, с гербом Ангильи в середине, используется губернатором, что является традиционным дизайном для губернаторов британских заморских территорий.
- Флаг «ассоциированного с Великобританией государства» Сент-Кристофер — Невис — Ангилья 
30.05.1967 — 12.07.1967 
19.03.1969 — 19.12.1980 (де-юре)
- Флаг Республики Ангилья 
23.07.1967 — 29.09.1967
- Флаг британского губернатора Ангильи